# El Tiempo (Lima)
El Tiempo fue un diario peruano, fundado en 1895 por el colombiano Manuel Antonio Hoyos. En 1905 se fusionó con el diario La Prensa. Hubo también otro diario peruano con el mismo nombre, que se editó entre 1864 y 1865 y que estuvo dirigido por Nicolás de Piérola.

## Historia
Fue fundado en Lima, el 16 de mayo de 1895 por el periodista colombiano Manuel Antonio Hoyos. Su primer director fue Heráclides Pérez. Su formato era el estándar de cuatro páginas, aunque eventualmente podía tener seis.
En 1898 fue adquirido por Alberto Ulloa Cisneros, Fernando Gazzani y Carlos Forero. Su línea editorial se orientaba al Partido Demócrata o pierolista. Y en ese sentido, se mostró opositor a los gobiernos civilistas de Eduardo López de Romaña, Manuel Candamo y José Pardo y Barreda (entre 1899 y 1905).
Alberto Ulloa Cisneros asumió su dirección a partir de 1903, y con el seudónimo de J. I., fue autor de la columna titulada «Reflexiones de un cualquiera», que se hizo célebre por su punzante crítica política. Estas colaboraciones serían después recopiladas por su hijo Alberto Ulloa Sotomayor, en un libro que adoptó el mismo título.
Figuraban también entre sus redactores: Enrique Castro Oyanguren, Luis Fernán Cisneros y José María de la Jara y Ureta.
En 1905, la empresa propietaria de El Tiempo se fusionó con la de La Prensa, diario fundado en 1903 por Pedro de Osma y Pardo como vocero del pierolismo.

## El Tiempoantipardista y leguíista
En 1916 apareció en Lima otro diario denominado El Tiempo, pero sin ninguna relación con el desaparecido en 1905. Uno de sus principales propietarios fue Manuel Químper, e incluso se menciona entre ellos a Augusto B. Leguía. Su director fue Pedro Ruiz Bravo y surgió como opositor al gobierno de turno, esto es, el segundo gobierno de José Pardo.
Entre 1916 y 1918 colaboraron en El Tiempo los entonces jóvenes periodistas José Carlos Mariátegui y César Falcón, provenientes del diario La Prensa. Mariátegui tuvo allí una columna denominada «Voces».
Durante el Oncenio de Leguía, Ruiz Bravo fue desterrado y se vio obligado a vender sus acciones de El Tiempo a Luis Bustamante. Este las traspasó a Fernando Reusche, Foción Mariátegui y Celestino Manchego Muñoz, estos dos últimos, importantes personajes de dicho régimen.